# Ophiomyia major
Ophiomyia major este o specie de muște din genul Ophiomyia, familia Agromyzidae. A fost descrisă pentru prima dată de Gabriel Strobl în anul 1898. Conform Catalogue of Life specia Ophiomyia major nu are subspecii cunoscute.